# Peter Carter (réalisateur)
Pour les articles homonymes, voir Peter Carter et Carter.
Peter Carter est un réalisateur et producteur britannique né le 8 décembre 1933 en Angleterre (Royaume-Uni), décédé le 3 juin 1982 à Los Angeles (États-Unis).

## Filmographie

### comme réalisateur
- 1972 : The Rowdyman (en)
- 1977 : Ils étaient cinq (Rituals)
- 1978 : High-Ballin' (en) avec Peter Fonda
- 1979 : Un homme nommé Intrépide (A Man Called Intrepid) (feuilleton TV)
- 1980 : Klondike Fever
- 1980 : The Courage of Kavik the Wolf Dog (en)(TV)
- 1981 : The Intruder Within (TV)
- 1981 : Shannon (série TV)
- 1982 : Highpoint

### comme producteur
- 1970 : Act of the Heart